# Narodowe Komitety Olimpijskie Oceanii
Narodowy Komitet Olimpijski Oceanii (ONOC) – organizacja międzynarodowa, należy do niej 17 Narodowych Komitetów Olimpijskich z Oceanii. 
Wraz z innymi NKO tworzy Stowarzyszenie Narodowych Komitetów Olimpijskich (ANOC).

## Państwa członkowskie
W poniższej tabeli wypisano narodowości przyjęte do komitetu, od czasu kiedy ONOC został uznany przez Międzynarodowy Komitet Olimpijski (MKOl) jest podane, jeśli różni się ona od roku, w którym ONOC została utworzona.
| Kraj               | Kod | Narodowy Komitet Olimpijski                                  | Rok przystąpienia | Nr ref. |
| ------------------ | --- | ------------------------------------------------------------ | ----------------- | ------- |
| Australia          | AUS | Australian Olympic Committee                                 | 1895              |         |
| Fidżi              | FIJ | Fiji Association of Sports and National Olympic Committee    | 1945/1955         |         |
| Guam               | GUM | Guam National Olympic Committee                              | 1976/1986         |         |
| Kiribati           | KIR | Narodowy Komitet Olimpijski Kiribati                         | 2002/2003         |         |
| Mikronezja         | FSM | Federated States of Micronesia National Olympic Committee    | 1995/1997         |         |
| Nauru              | NRU | Nauruański Komitet Olimpijski                                | 1991/1994         |         |
| Nowa Zelandia      | NZL | Nowozelandzki Komitet Olimpijski                             | 1911/1919         |         |
| Palau              | PLW | Palau National Olympic Committee                             | 1997/1999         |         |
| Papua-Nowa Gwinea  | PNG | Papua New Guinea Olympic Committee                           | 1973/1974         |         |
| Samoa              | SAM | Samoa Association of Sports and National Olympic Committee   | 1983              |         |
| Samoa Amerykańskie | ASA | American Samoa National Olympic Committee                    | 1987              |         |
| Tonga              | TGA | Tonga Sports Association and National Olympic Committee      | 1963/1984         |         |
| Tuvalu             | TUV | Stowarzyszenie Sportu i Narodowy Komitet Olimpijski Tuvalu   | 2004/2007         |         |
| Vanuatu            | VAN | Vanuatu Association of Sports and National Olympic Committee | 1987              |         |
| Wyspy Cooka        | COK | Cook Islands Sports and National Olympic Committee           | 1986              |         |
| Wyspy Marshalla    | MHL | Marshall Islands National Olympic Committee                  | 2001/2006         |         |
| Wyspy Salomona     | SOL | National Olympic Committee of Solomon Islands                | 1983              |         |